# Ostmarken-Rundfunk GmbH
Восточно-Прусское радио (Ostmarken-Rundfunk GmbH, до 1933 года — Ostmarken-Rundfunk AG) — некоммерческое общество с ограниченной ответственностью (до 1933 года - акционерное общество) существовавшее в 1924-1934 гг.  

## Радиовещательная деятельность компании
Радиокомпания с 14 июня 1924 до 1 апреля 1934 года вещала по восточно-прусской программе, звучавшей на средних волнах на волне 463 м. 

## Владельцы, руководство, структура
Радиокомпания принадлежала:
- (в 1924-1926 гг.)
  - на 100% - Вальтер Цабель;
- (в 1926—1933 гг.)
  - на 51% - Рейхсминистерству почт и Министерству народного просвещения земли Пруссия;
  - на 49% - Управлению по делам Кёнигсбергской ярмарки;
- (в 1933-1934 гг.)
  - на 51% - некоммерческому обществу с ограниченной ответственностью «Рейхсрадио»;
  - на 49% - Министерству народного просвещения земли Пруссия.

## Руководство
Руководство радиокомпанией осуществляли: 
- (в 1924-1926 гг.)
  - наблюдательный совет, состоявший из представителей частных компаний;
  - правление, состоявшее из директора и интенданта;
- (в 1926-1932 гг.)
  - наблюдательный совет (Aufsichtsrat), состоявший из рейхскомиссаров по радиовещанию имперского министерства почт, статс-комиссаров по радиовещанию правительства земли Пруссия и представителей частных компаний;
  - правление (Vorstand), состоявшее из директора и интенданта, утверждавшегося контрольным комитетом;
  - контрольный комитет (Überwachungsausschuß), состоявший из рейхскомиссаров по радиовещанию и статс-комиссаров правительства земли Пруссия по радиовещанию, одновременно являлись членами наблюдательного совета;
  - культурный совет (Kulturbeirat), члены которого назначались правительством земли по согласованию с имперским министром внутренних дел[2] и не являлись членами наблюдательного совета.
- (в 1932-1934 гг.)
  - статскомиссар по радиовещанию Министерства народного просвещения земли Пруссии, которому были подчинены художественный руководитель и хозяйственно-технический руководитель;
  - программный совет (Programmbeirat)[3][4], назначавшийся Пруссией по согласованию с Имперским министром внутренних дел[5], из числа лиц не являющихся членами или служащими её правительства;
  - интендант;
  - директор.

## Подразделения
- (в 1924-1928 гг.)
  - Музыкальный отдел
  - Литературный отдел
- (в 1928-1934 гг.)
  - (через технического руководителя)
    - Бухгалтерия;
    - Касса;
    - Кадровый отдел (Personalabteilung);
    - Библиотека;
    - Регистратура;
    - Производственно-технический отдел (Technische Betriebstelle)4
    - Рекламная служба (Werbedienst);

  - (через художественного руководителя);
    - Программное управление
    - Литературный отдел (Litherarische abteilung);
    - Отдел радиоспектаклей (Hörspielabteilung);
    - Музыкальный отдел (Musikalische abteilung);
    - Отдел развлечений (Unterhaltungsabteilung);
    - Отдел грампластинок (Schallplattenabteilung);
    - Отдел лекций (Vortragsabteilung);
    - Служба дикторов (Sprecherdienst);
    - Информационная, репортажная и пресс-служба.

## Активы
Радиокомпании принадлежали:
- Радиодом в Кёнигсберге.
- Радиостанция мощностью 500 Вт, с позывным в 1924—1933 гг. — «ОРАГ» (ORAG), в 1933—1934 гг. — «Кёнигсберг»[6].
- в 1925-1933 гг. - 6,1% капитала некоммерческого общества с ограниченной ответственностью «Рейхсрадио».

## Финансирование
Радиокомпания финансировалась:
- (в 1922-1925 гг.)
  - за счёт продажи рекламного времени;
- (в 1925-1931 гг.)
  - Имперским министерством почт;
  - в меньшей степени - за счёт продажи рекламного времени;
- (в 1931-1934 гг.)
  - некоммерческим обществом с ограниченной ответственностью «Имперское радио»
    - преимущественно от средств от сбора абонемента со всех владельцев радиоприёмников;
    - на 0,2% - за счёт продажи рекламного времени.
    - в меньшей степени - за счёт продажи другим других радиоорганизациям прав на создание радиоспектаклей по мотивам радиоспектаклей поставленных компанией, издания их на аудионосителях, продажи лицензий на создание по их мотивам других художественных произведений (экранизаций, новеллизаций, театральных адаптаций).

## Правопреемники
Поглощена некоммерческим обществом с ограниченной ответственностью «Рейхсрадио» в 1934 году.